# Ватнани, Лаки
Лаки Ватнани (англ. Lucky Vatnani; род. 23 декабря 1985 года в Хайдарабаде, Индия) — индийский профессиональный снукерист.

## Карьера
В 2009 Ватнани достиг 1/8 финала любительского чемпионата мира. В том же году он принял участие в чемпионате мира при 6 красных шарах, где дошёл до 1/16-й, а также завоевал золотую медаль на университетских играх Британии по снукеру. В 2010 Лаки Ватнани вышел в финал чемпионата Индии, но проиграл Панкай Адвани в решающем фрейме (5:6). В 2011 году Ватнани был предоставлен уайлд-кард на выступление в мэйн-туре в сезоне 2011/12 (хотя это стало возможным только после того, как сам Адвани отказался от места в туре), однако на большинстве турниров первой половины сезона Лаки так и не сыграл из-за некоторых проблем с визой.
Последние несколько лет Лаки Ватнани проживал в Шеффилде, где проходит обучение в Sheffield Hallam University. Он тренируется в местной Академии снукера и часто проводит спарринг-матчи со своим соотечественником, Адитъя Мехтой.